# سید حسین موسویان (دیپلمات)
سید حسین موسویان (زادهٔ ۱۳۳۶در شهر کاشان) دیپلمات، مذاکره‌کننده ارشد هسته‌ای سابق ایرانی و از اعضای مؤسس حزب اعتدال و توسعه است. وی هم‌اکنون در دانشگاه پرینستون به عنوان پژوهشگر فعالیت می‌کند.
موسویان در دولت هاشمی رفسنجانی سفیر ایران در آلمان و در دولت خاتمی معاون دبیر شورای عالی امنیت ملی (حسن روحانی) و عضو هیئت مذاکرات هسته‌ای ایران بود و در سال ۱۳۸۶ در حالی‌که معاونت مرکز تحقیقات استراتژیک را به عهده داشته بازداشت شد. او در فروردین ۱۳۸۷ به اتهام «اخلال در امنیت ملی» به دو سال حبس تعلیقی و ۵ سال محرومیت از خدمات دولتی محکوم شد.

## سال‌های آغازین زندگی
سید حسین موسویان در سال ۱۳۳۶ در یک خانواده مذهبی و متمول در کاشان متولد شد.
او در سال ۱۳۵۵ برای ادامه تحصیل راهی دانشگاه ایالتی کالیفرنیا در سکرمنتو شد، و در حالی که یک ترم به پایان تحصیلات او مانده بود با پیروزی انقلاب ایران (۱۳۵۷) به ایران بازگشت.اخوی شهید عباس موسویان می باشند که نام گذاری یک مجتمع فنی حرفه ایی در کاشان به نام این شهید ثبت گردیده است.
او در آمریکا عضو انجمن‌های اسلامی دانشجویان ایرانی در آمریکا بود و پس از بازگشت به ایران بلافاصله به عضویت حزب جمهوری اسلامی درآمد.

## مسئولیت‌ها و فعالیت‌ها

### دهه ۶۰
او نخستین رئیس جهاد سازندگی کاشان بود.
در سال ۱۳۶۰ به حکم آیت‌الله بهشتی مسئولیت تهران تایمز را که پیشتر در اختیار صادق قطب‌زاده بود برعهده گرفت که این مسئولیت تا سال ۱۳۶۹ ادامه یافت. او همچنین از بنیان‌گذاران روزنامه رسالت در سال ۱۳۶۴ بود و تا سال ۱۳۶۹ عضو شورای مرکزی این روزنامه بود.
موسویان همزمان در سال ۱۳۶۱ در راه‌اندازی سازمان تبلیغات اسلامی فعال بود و مسئولیت مرکز احیای اندیشه‌های اسلامی زیر نظر وزارت فرهنگ و ارشاد اسلامی را هم در سال ۱۳۶۲ بر عهده گرفت.
در سال ۱۳۶۴، از سوی اکبر هاشمی رفسنجانی به سمت مدیرکل امور مالی و اداری، سرپرست ادارات کل و رئیس سازمان اداری مجلس منصوب شد و تا سال ۱۳۶۷ این مقام را بر عهده داشت. در همین سال به وزارت خارجه رفت و به ریاست ادارهٔ اول غرب اروپا منصوب شد. یک سال بعد علی‌اکبر ولایتی او را به مدیرکل غرب اروپا ارتقا مقام داد.
از دیگر مسئولیت‌های وی، مشاوری رئیس بنیاد شهید (مهدی کروبی) در سال ۱۳۶۷ و نمایندگی رئیس قوه قضاییه (محمد یزدی) در شورای صدا و سیما در سال ۱۳۶۸ را می‌توان نام برد.

### سفارت آلمان
موسویان در سال ۱۳۶۹ به عنوان نخستین سفیر ایران در آلمان متحد عازم بن شد. در زمان سفارت وی در آلمان، رخداد ترور میکونوس و نیز قتل فریدون فرخزاد، اتفاق افتاد. دولت آلمان در مورد ترور میکونوس، اتهاماتی را به او نیز وارد کرد و او را به اتهام همدستی در این ترور و چندین ترور دیگر در اروپا، عملاً از خاک آلمان اخراج کرد. وی بعدها در کتابی با عنوان بررسی روابط ایران و آلمان به بررسی کامل این حادثه پرداخت.
همچنین در همین دوره، در سال ۱۳۷۳، ملاقات‌های میان مهدی هاشمی رفسنجانی، فرزند اکبر هاشمی رفسنجانی با امیر عبدالله، پادشاه وقت عربستان سعودی، در مراکش و عربستان سعودی، با حضور موسویان انجام شد.

### پرونده هسته‌ای
زمانی که حسن روحانی مسئولیت پرونده هسته‌ای ایران را بر عهده داشت موسویان را به عنوان رئیس کمیته بین‌الملل به همکاری دعوت کرد. وی عضو ارشد تیم مذاکره‌کننده هسته‌ای بود و سخنگوی هیئت ایرانی به‌شمار می‌رفت. با شروع کار دولت محمود احمدی‌نژاد و پس از پایان کار تیم قبلی مذاکره‌کنندگان، مسئولیت موسویان نیز به پایان رسید و جای خود را به جواد وعیدی داد.

## اتهام جاسوسی
محمود احمدی‌نژاد طی سخنانی گفته بود که اگر دادگاه فرایند قانونی خود را طی نکند اسنادی را افشا خواهد کرد. در پی این امر دادستان تهران انجام این عمل را غیرقانونی دانست و وزارت اطلاعات را از این عمل منع کرد.
موسویان که از منتقدان تیم جدید مذاکره‌کننده هسته‌ای (در دوران ریاست‌جمهوری محمود احمدی‌نژاد و حضور علی لاریجانی در رأس تیم مذاکره‌کننده هسته‌ای) بود در تاریخ ۱۰ اردیبهشت سال ۱۳۸۶
، به اتهام ارتباط با بیگانگان و جاسوسی بازداشت شد. و پس از ۸ روز بازداشت، در تاریخ نوزدهم همان ماه با وثیقه ۲۰۰ میلیون تومانی آزاد شد. رسانه‌های نزدیک به دولت احمدی‌نژاد اتهام وی را «ارتباط با بیگانگان و ارائه اطلاعات به آن‌ها» ذکر کردند اما بعدها سخنگوی قوه قضائیه از بی‌گناهی وی در خصوص اتهامات جاسوسی و ارائه اسناد نظام به بیگانگان توسط قاضی خبر داد و اعلام کرد در کیفرخواستی که علیه حسین موسویان تنظیم شده او تنها به تبلیغ علیه نظام جمهوری اسلامی متهم گردیده و مجازات تعلیق از خدمات دولتی برای وی درخواست شده‌است. اما در پی اعتراض محمود احمدی‌نژاد و غلامحسین محسنی اژه‌ای (وزیر اطلاعات)، سعید مرتضوی دادستان تهران رأی معاون خود در مورد رفع اتهام جاسوسی از موسویان را نقض کرد. احمدی‌نژاد گفته بود که اگر اجازه داده شود، وزارت اطلاعات محتوای مکالماتی را که حسین موسویان با «بیگانگان» داشته برای عموم فاش خواهد کرد تا «همه چیز روشن شود». وزارت اطلاعات هم موسویان را متهم کرده بود که اطلاعاتی محرمانه در مورد فعالیت اتمی ایران را در اختیار سفارت بریتانیا در تهران قرار داده‌است.
احمدی‌نژاد در سخنرانی آبان ۱۳۸۶ در دانشگاه علم و صنعت در اشاره به حسین موسویان و اکبر هاشمی رفسنجانی گفت: «آنها تا جایی جلو رفتند که کسانی را فرستادند که اطلاعات درون سیستم را به‌طور منظم به بیرون منتقل کنند و هر هفته در ملاقات‌های خود به دشمنان ملت ایران بگویند که چرا شما کوتاه آمده‌اید و صدور قطعنامه را عقب می‌اندازید… اکنون که پرونده آنها به دادگاه رفته، عده‌ای قاضی پرونده را تحت فشار سنگین قرار داده‌اند تا جاسوس را تبرئه کنند.»
نهایتاً کمیسیون امنیّت ملّی و سیاست خارجی دوره هفتم مجلس شورای اسلامی علی‌رغم مخالفت رئیس کمیسیون (علاءالدین بروجردی) و با پافشاری نایب رئیس کمیسیون (محمود محمّدی) به پرونده ورود کرد: «احمدی‌نژاد از وزارت اطّلاعات خواسته بود به هر نحو، اِشکالی از موسویان بیابد و وی را محکوم کند» موسویان با درک این مطلب ترجیح داد به جای تحمّل اعمال ایذایی، حدّاقل محکومیّت را بپذیرد.

### محکومیت
در ۲۰ فروردین ۱۳۸۷ دادگاه انقلاب تهران موسویان را به اتهام «اخلال در امنیت ملی» مجرم شناخته شده و براساس ماده ۵۰۷ قانون مجازات اسلامی، به دو سال حبس تعلیقی و پنج سال محرومیت از مشاغل دولتی محکوم کرد. البته به‌گفتهٔ هوشنگ پوربابایی، یکی از وکلای مدافع موسویان محرومیت خدمات دولتی صرفاً شامل مشاغل دیپلماتیک می‌شد. محسنی اژه‌ای وزیر اطلاعات نیز که پیشتر بر جاسوس بودن موسویان اصرار داشت، گفت که «نیازی به تأمین نظر وزارت اطلاعات نیست و آنچه دادگاه اعلام کرده مبنا و فصل الخطاب است.»
در ۳۱ مرداد ۱۳۸۹ پس از آن‌که علی اکبر صالحی رئیس سازمان انرژی اتمی اعلام کرد که در تیم مذاکره‌کننده هسته‌ای دولت اصلاحات، جاسوسی وجود نداشته، وزارت اطلاعات در اطلاعیه‌ای بار دیگر بر قطعی بودن جاسوسی موسویان با توجه به رأی دادگاه تأکید کرد در این اطلاعیه آمده بود: «قویاً اعلام می‌دارد با عنایت به رأی صادره از سوی شعبه ۱۵ دادگاه انقلاب اسلامی تهران که قطعی گردیده‌است، به استناد ماده ۵۰۵ قانون مجازات اسلامی، آقای حسین موسویان به جرم «جمع‌آوری اطلاعات طبقه‌بندی شده با پوشش مسئولان نظام و مأموران دولت و در اختیار قرار دادن اطلاعات مزبور به دیگران (افراد فاقد صلاحیت و بیگانگان)» به دو سال حبس تعزیری و پنج سال محرومیت از مشاغل دیپلماتیک در وزارت امور خارجه و اشتغال در امور بین‌الملل سایر نهادها و ارگان‌های کشور محکوم گردیده‌است؛ لذا اقدام نامبرده مصداق روشن و کامل جاسوسی می‌باشد».

### شکایت از فاطمه رجبی
به دنبال طرح اتهام فاطمه رجبی نسبت به حسین موسویان در سال ۱۳۸۷ و متهم کردن وی به جاسوسی در رسانه‌های عمومی، شکایتی مبنی بر افترا و نشر اکاذیب از فاطمه رجبی به دادسرای عمومی و انقلاب تهران توسط وکیل مدافع سیدحسین موسویان، محمود علیزاده طباطبایی فرستاده شد.
بعد از گذشت پنج سال بالاخره شعبه نهم دادسرای فرهنگ و رسانه قرار مجرمیت صادر کرد و کیفرخواست فاطمه رجبی به اتهام افترا و نشر اکاذیب به شعبه ۱۰۵۷ دادگاه عمومی جزایی تهران ارسال شد. علیزاده طباطبایی گفت: در جلسه رسیدگی به دنبال پذیرش اشتباه و اظهار ندامت خانم فاطمه رجبی و درخواست گذشت وی، وکلا با هماهنگی  موسویان از شکایت گذشت کرده و خواستار مختومه شدن پرونده شدند.

## مهاجرت به آمریکا
او هم‌اکنون در آمریکا زندگی می‌کند و به عنوان پژوهشگر در دانشگاه پرینستون فعالیت می‌کند. او در گفتگویی تلویزیونی در برنامهٔ افق صدای آمریکا گفته که پس از پایان دوران محکومیت به ایران باز خواهد گشت.

### بازگشت به ایران
سیدحسین موسویان در فروردین سال ۱۳۸۷ به اتهام «اخلال در امنیت ملی» به دو سال حبس تعلیقی و ۵ سال محرومیت از خدمات دولتی محکوم و از کشور خارج شده بود، در دی ۱۳۹۲ در مراسم ترحیم مادر محمدجواد ظریف در کاشان شرکت کرد و گفت که از دو هفته قبل به ایران آمده و قصد دارد در ایران بماند. وی انگیزه اصلی از بازگشتش به ایران را عیادت از مادرش در کاشان عنوان کرده که دچار بیماری سختی می‌باشد. وی همچنین حضور در جلسات مذاکره بین نمایندگان ایران با کشورهای عضو گروه پنج به علاوه یک در سال‌هایی که وی در خارج از ایران بوده‌است را به شدت تکذیب کرد.
موسویان نهایتاً در اوایل بهمن ۱۳۹۲ بار دیگر از ایران به مقصد آمریکا خارج شد.

## اتهام مالی
در سال 1380 پرونده بابت اتهامات مالی در جزیره کیش برای موسویان تشکیل شد که در اسفند ماه 1400 به صدور حکم انجامید. 
در این حکم که علاوه بر حسین موسویان نام 6 نفر دیگر از جمله محمد علی نجفی شهردار اسبق تهران به چشم می‌خورد، موسویان به 11 ماه حبس محکوم شد. 
یک روز پس از اعلان این حکم، وکیل سید حسین موسویان برخی از حواشی این اتهام را فاش و به صدور این حکم اعتراض کرد. هوشنگ پوربابایی در مصاحبه ای گفت : « حسین موسویان به واسطه ی اعتباری که در کشورهای اروپایی به خصوص آلمان داشته به عنوان مشاور جذب سرمایه گذاری خارجی در سازمان کیش منصوب تا به لحاظ اعتبار خارجی به معرفی و جذب سرمایه گذار درمنطقه کیش کمک کند.»
پوربابایی با تاکید بر مورد قبول و تایید بودن این قرارداد از طرف سران سه قوه در دوره   سید محمد خاتمی  و  احمدی نژاد، گفت:« جذب یا معرفی سرمایه گذار در هر کشوری ممدوح و موکل به عنوان مشاور جذب سرمایه گذاری، صرفا به وظیفه ذاتی خود عمل کرده و نه در مذاکرات و نه انعقاد قرارداد یا بعد از آن دردوره های بعدی هیچ‌گونه دخالتی و یا امضایی نداشته است. لذا معتقد است فارغ از اینکه هیچ‌گونه تبانی درقراداد مذکور صورت نگرفته و هدف همه اشخاص از جمله موکل جذب سرمایه گذاری و ترقی و آبادانی کشور بوده، به‌ صورت قاطع اعلام میکنیم که ریالی از اموال وحقوق دولت تضییع نگردیده است. بنظر میرسد خسارت را کسانی زده اند که علیرغم مصوبات عالیترین مقامات دوکشور دردو دولت آقایان خاتمی و احمدی نژاد، مانع اجرای چنین سرمایه گذاری بزرگی شده اند. لذا ضمن انتقاد شدید به حکم صادره، حق خود را جهت اعتراض به مراجع بالاتر اعلام و محفوظ میدارد.» 

## تألیفات
موسویان مجموعه خاطرات دوره مأموریت ۷ ساله خود در آلمان را در کتابی با عنوان «چالش‌های روابط ایران و غرب، بررسی روابط ایران و آلمان» در سال ۱۳۸۵ منتشر کرد. در این کتاب که توسط مرکز تحقیقات استراتژیک منتشر شده‌است، موسویان برای نخستین‌بار از حقایق ناگفته و مستنداتی در خصوص واقعیت‌های پنهان روابط ایران و آلمان و نقش کشورهای ثالث در این رابطه، پرده برداشته‌است.
- ایران و آمریکا (گذشته شکست خورده و مسیر آشتی), نشر تیسا، ۱۳۹۴

- Imam Khomeini: His Life and Leadership, 1990, Saffron Publications, London, UK
- Islamic Thinkers of Germany, 1995, Institute for Political and International Studies (IPIS), Iranian Foreign Ministry
- Challenges of Iran-West Relations; Analysis of Iran-Germany Relations, 2006, The Center for Strategic Research
- Iran-Europe Relations: Challenges and Opportunities, 2008, Routledge Press, London, UK
- Additional Protocol and Islamic Republic’s Strategy, 2008, The Center for Strategic Research
- Human Rights: Trends and Viewpoints, 2008, The Center for Strategic Research
- The Iranian Nuclear Crisis: A Memoir, 2012, Carnegie Endowment for International Peace
- Iran and the United States; the Failed Past and the Road to Peace, 2014, Bloomsbury Publishing plc, London